# José Fabio Pizarro Espinoza
José Fabio Pizarro Espinoza es un expolicía costarricense quien ejerció el cargo de Director de la Fuerza Pública de Costa Rica durante la administración de Oscar Arias Sánchez. Pizarro se encuentra en prisión por narcotráfico purgando una condena de diez años. Se hizo famoso por la creación de la agrupación paramilitar Frente Patriótico Defensa Nacional, hoy disuelta, cuya estructura utilizó para asistir a carteles mexicanos en el trasiego de drogas. Pizarro es egresado de la Escuela de las Américas.

## Carrera policial
Pizarro ingresó a la Fuerza Pública como policía raso en 1983 ascendiendo escalafones hasta ser nombrado Director en 2007 bajo la administración del entonces ministro Fernando Berrocal Soto. Pizarro tiene entrenamiento en manejo de armas, montañismo, pilotaje de helicóptero y operaciones policiales. Ha sido educado en la Escuela de las Américas y por parte de la DEA estadounidense, así como supervisó el desminado de la zona norte costarricense tras la Revolución Sandinista bajo patrocinio de la OEA.
Tiempo después de haber terminado su período como director, Pizarro funda en 2013 una organización paramilitar a la que denomina Frente Patriótico Defensa Nacional con la excusa de defender al país de la Invasión de Nicaragua a Costa Rica de 2010-2015, no obstante esto lo puso en la mira de las autoridades nacionales, particularmente de la Dirección de Inteligencia y Seguridad, lo que llevó a que se descubriera su vínculo con carteles de la droga mexicanos a quienes brindaba apoyo y asesoría (dada su experiencia policial) para trasegar la droga usando a los integrantes de su paramilicia. Pizarro fue condenado junto a múltiples colaboradores en 2018 a diez años de prisión.